# Brodnicki Park Krajobrazowy

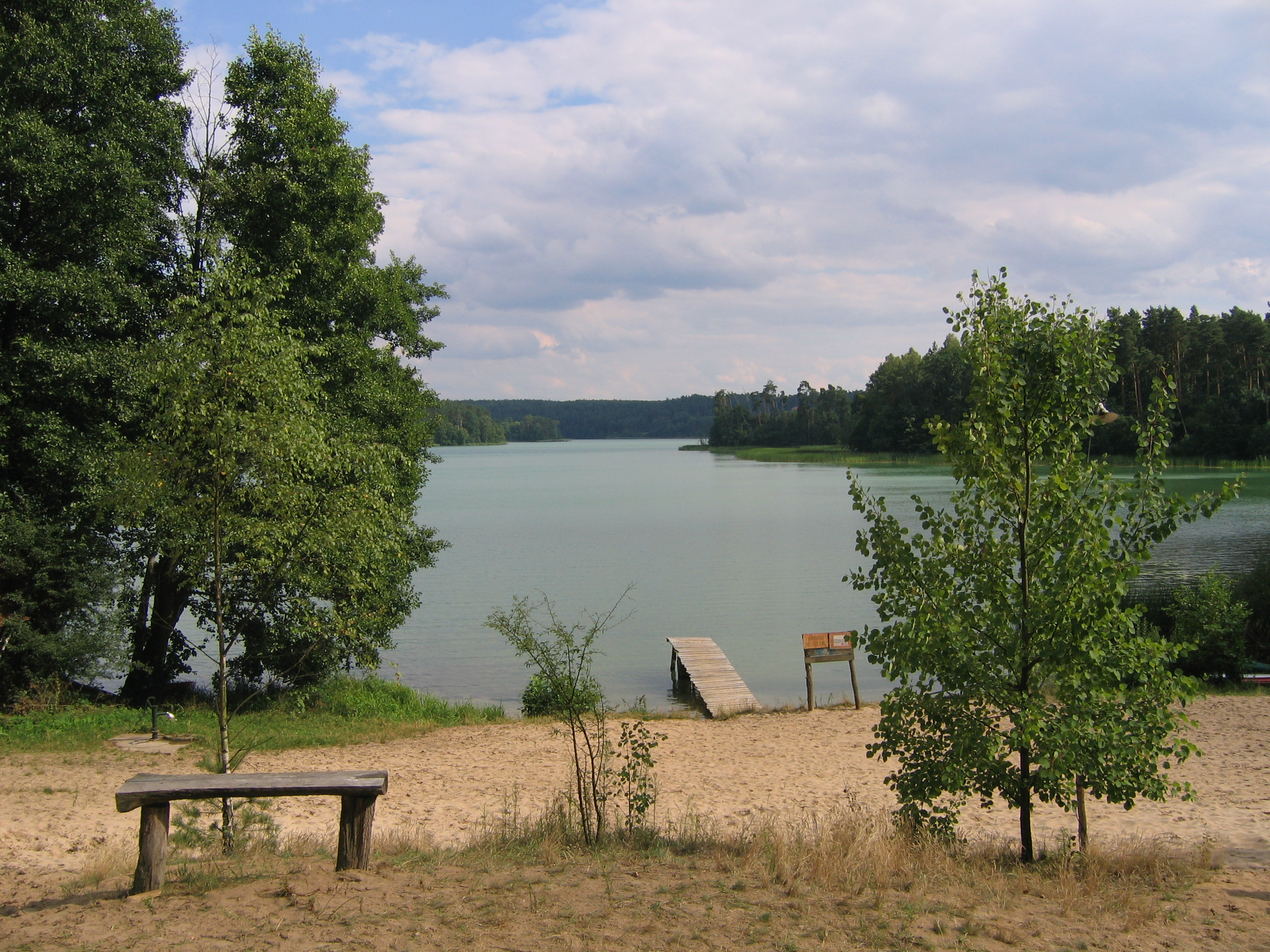
Der Zbiczno

Logo des Parks

Der Brodnicki Park Krajobrazowy (deutsch Landschaftsschutzpark Brodnica bzw. Strasburg) ist ein Landschaftsschutzpark der IUCN-Kategorie V: Geschützte Landschaft. Er wurde 1985 als 25. Schutzgebiet dieser Art in Polen angelegt.

## Lage und Fläche
Der Landschaftsschutzpark liegt in den Woiwodschaften Kujawien-Pommern und Ermland-Masuren im Seengebiet nördlich der Stadt Brodnica (Strasburg an der Drewenz).
Die Gesamtfläche des Parks beträgt 16.685 Hektar.

## Geschichte
Wichtiger Befürworter des Parks war Professor Zygmunt Czubiński, der bereits vor dem Zweiten Weltkrieg forderte, diese Form von Naturschutzgebieten zu schaffen. Nach 1945 wurden die meisten von ihm vorgeschlagenen Gebiete unter Schutz gestellt und der Park wurde am 29. März 1985 gegründet. Im Jahr 2005 wurde der Park um den See Bachotek und Sumpfgebiete im Tal der Drwęca (Drewenz, polnisch „Bagienna Dolina Drwęcy“) erweitert.

## Landschaft
Das Parkgelände wurde durch Gletscher geformt. Der größte Teil des Areals ist eine hügelige Moränenhochebene mit zahlreichen Vertiefungen, in denen sich Seen und Torfmoore gebildet haben. Diese sind durch ein Netz von Wasserläufen und Kanälen verbunden und bilden ein dichtes hydrologisches System (acht Prozent der Parkfläche ist Wasser) von großem touristischen Wert. Die Hochebene ist größtenteils mit Wäldern bedeckt. Hier hat sich eine typische Wald-See-Landschaft entwickelt.
Innerhalb des Landschaftsschutzgebietes sind zusätzlich mehrere Naturschutzgebiete ausgewiesen:
Bachotek-Naturschutzgebiet (Torfmoor), Jar Grądowy Cielęta-Naturschutzgebiet (Wald), Mieliwo-Naturschutzgebiet (Wald), Okonek-Naturschutzgebiet (Torfmoor), Retno-Naturschutzgebiet (Wald), Drwęca-Naturschutzgebiet (Fauna-Schutzgebiet), Stręszek-Naturschutzgebiet (Torfmoor), Wyspa na Jeziorze Partęczyny Wielkie-Naturschutzgebiet (Flora-Schutzgebiet), Żurawie-Bagno-Naturschutzgebiet (Torfmoor).

## Seen und Torfmoore
Im Park befinden sich 58 Seen mit einer Fläche von mehr als einem Hektar, darunter die Seen Wielkie Partęczyny, Sosno, Łąkorek und Zbiczno. Die Gesamtfläche der Seen beträgt 1790 Hektar.
Ein wichtiger Bestandteil des Parks sind Torfmoore. Am häufigsten sind Niedermoore. Einige Moore (okonek) wurden bereits vor 1939 unter Schutz gestellt worden waren.

## Wälder
Mischwälder und Auwälder bedecken 40 Prozent der Parkfläche. Dominierend im Bestand ist die Waldkiefer. Außerdem finden sich Stieleiche, Schwarz-Erle, Rotbuche, Gemeine Esche, Birke, Hainbuche, Ulme und Weide. Es gibt auch Misch-Bestände von Buche und Elsbeere und in der Nähe polnische Lärche, Berg-Ahorn und Eibe. Die Fichte wurde eingeführt; sie wächst außerhalb ihres natürlichen Verbreitungsgebiets. Selten zu finden sind Schwarz-Weide, Banks-Kiefer und Roteiche.
139 bedeutende Pflanzenarten wurden in den Mischwäldern nachgewiesen: unter anderem Maiglöckchen, Draht-Schmiele, Adlerfarn, Niedrige Schwarzwurzel und Wintergrün. Im feuchten Wald kann man unter anderem Bärlappe und Heidelbeeren finden. Von Laubwäldern überwiegen Eichen-Hainbuchenwälder mit Buschwindröschen, Scharbockskraut, Gefingertem Lerchensporn und Wiesenrauten-Muschelblümchen (der einzige Standort im Pommern). In Erlenwäldern kommen Königsfarn und in Eichen-Hainbuchen-Wäldern Gelber Frauenschuh vor.

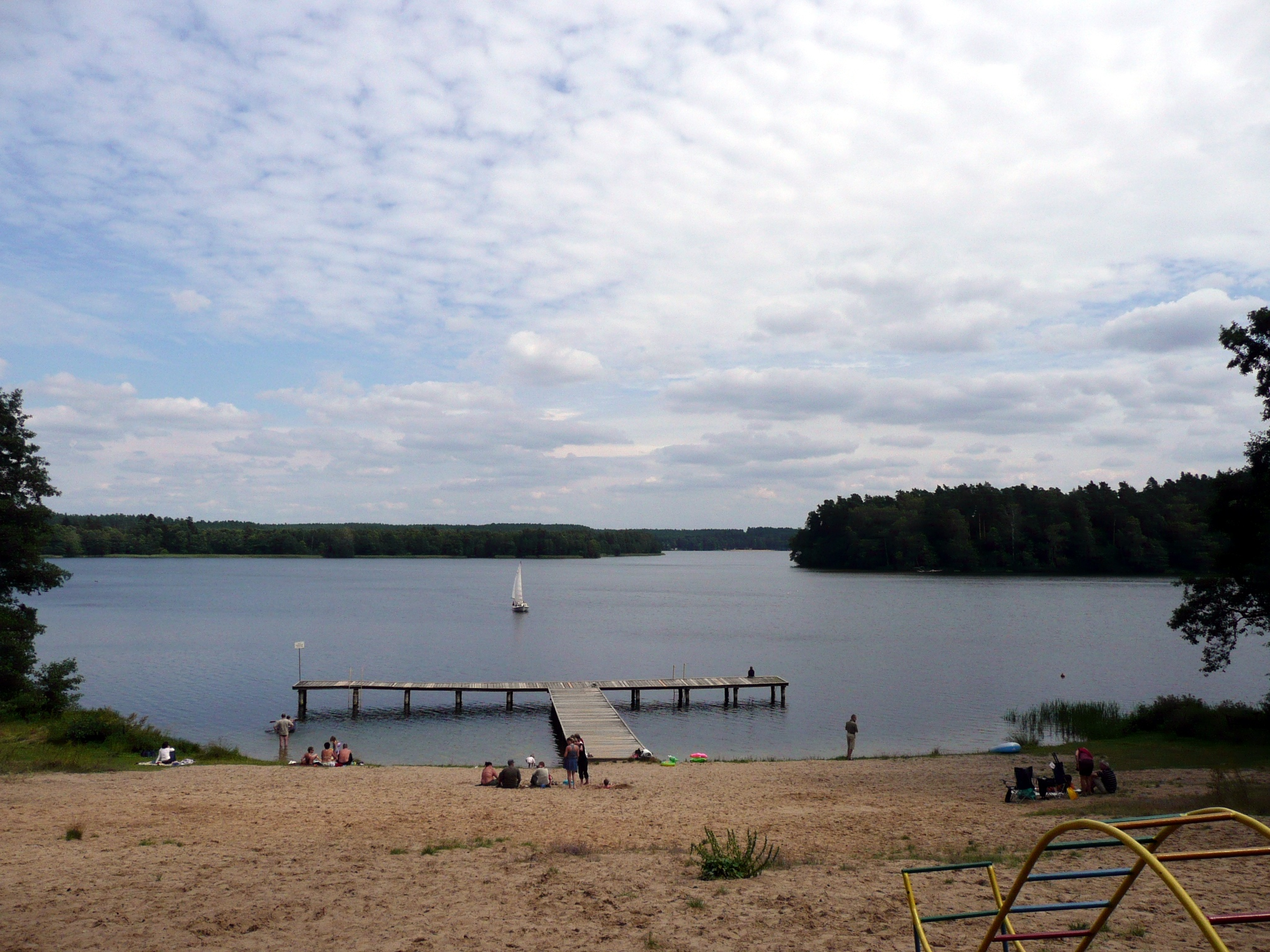
Wielkie Partęczyny
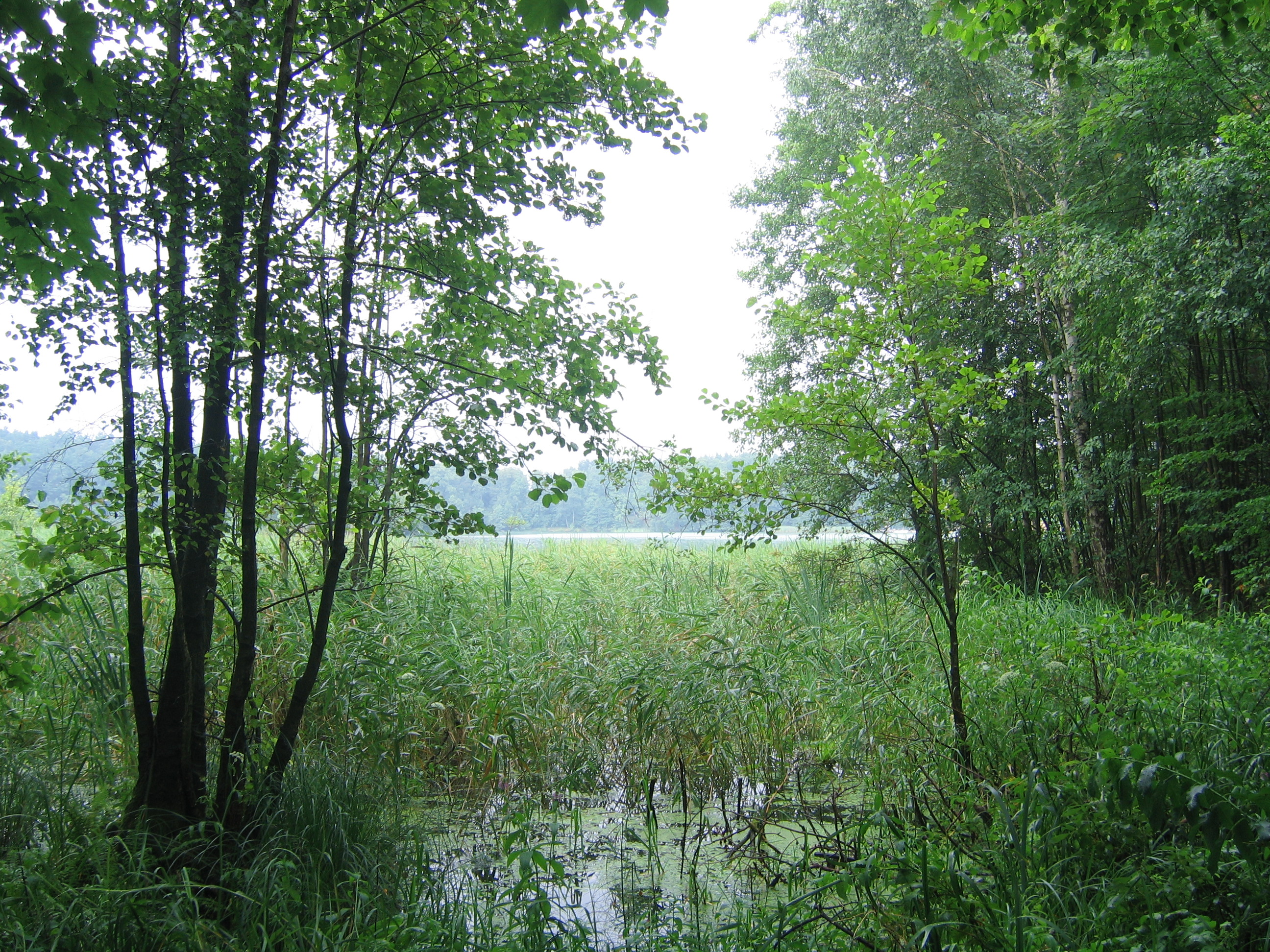
Zbiczno
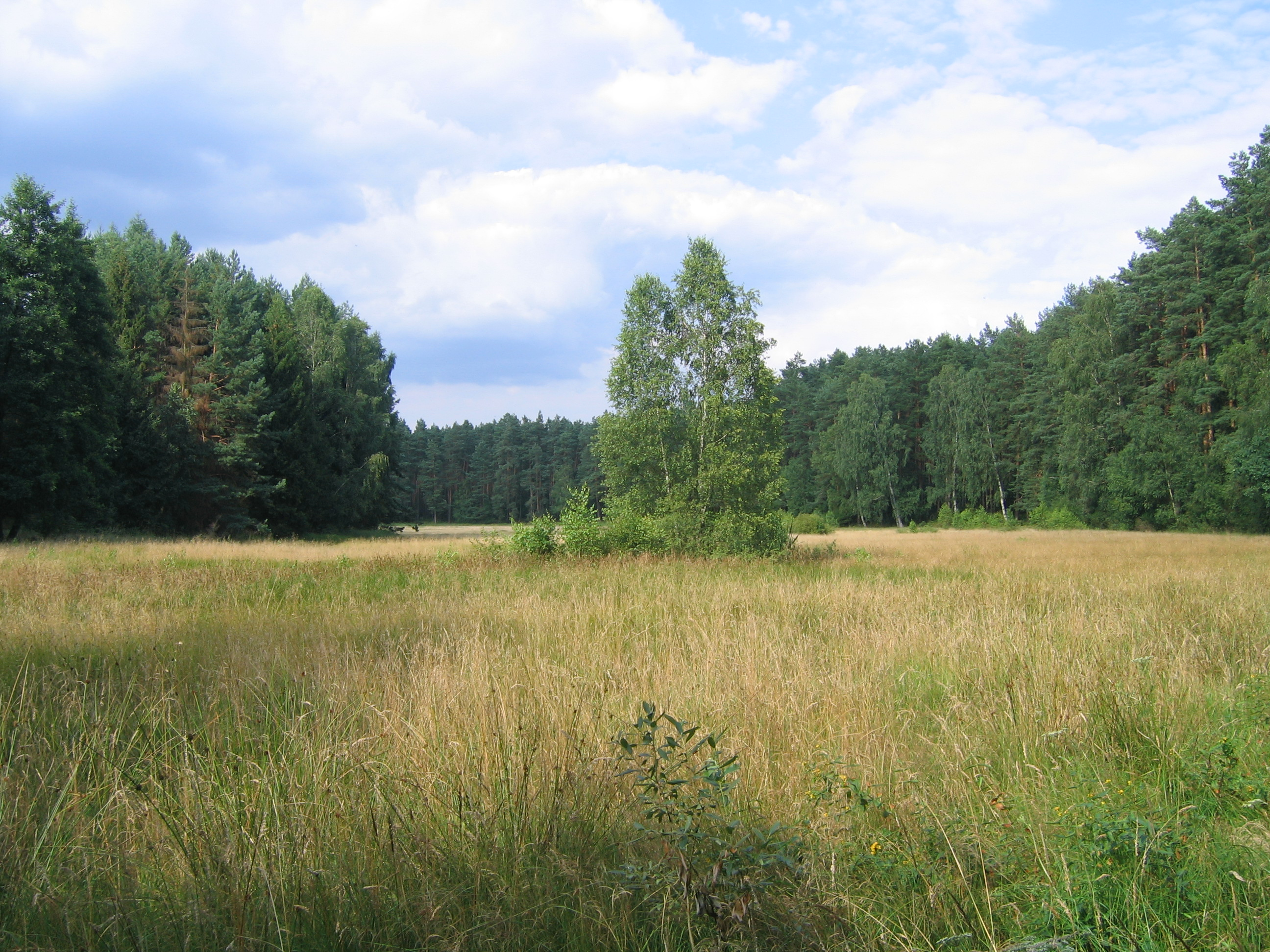
Umgebung des Zbiczno
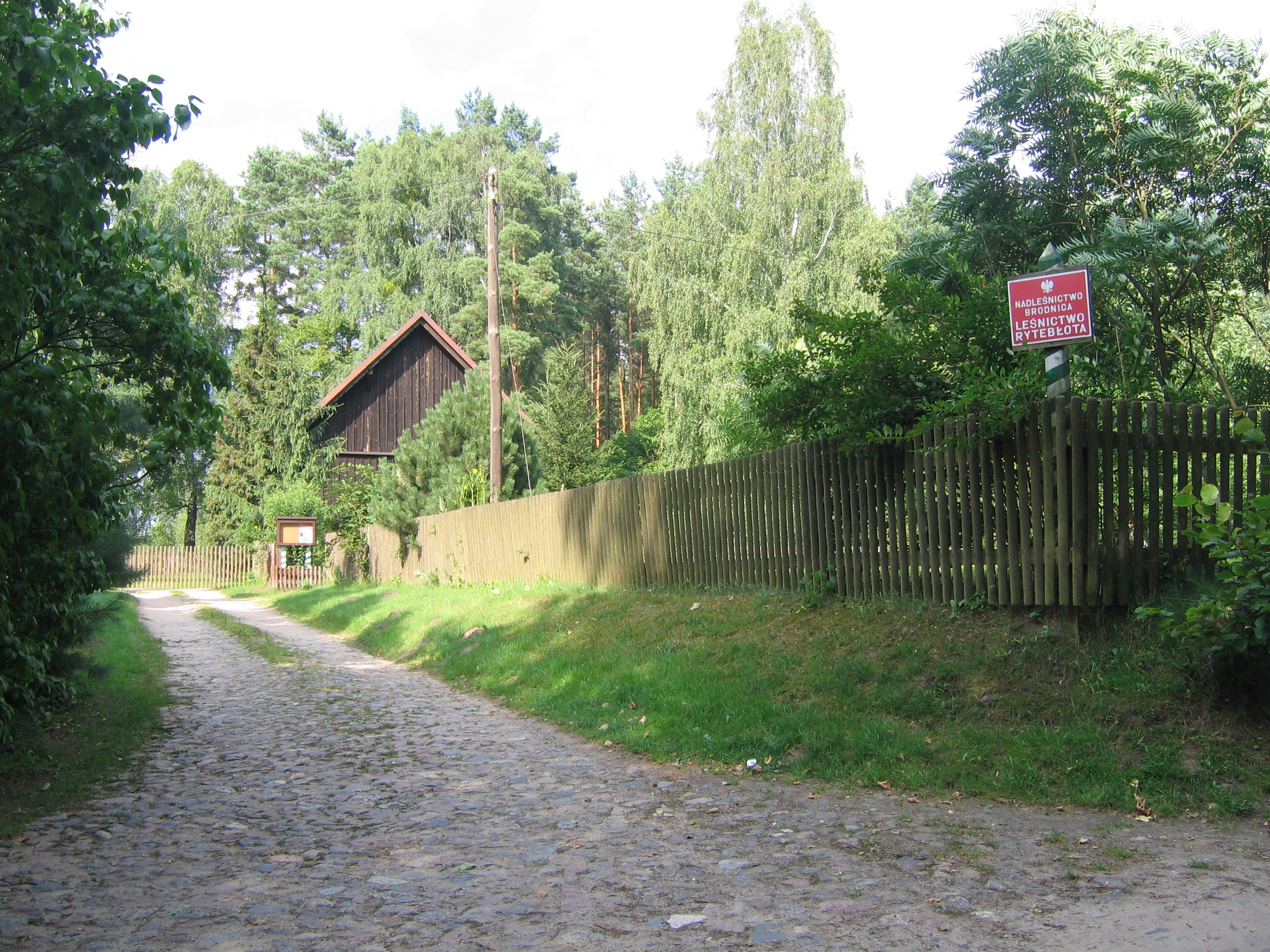
Rytebłota